# Jacques Amyot (natation)
Pour les articles homonymes, voir Jacques Amyot et Amyot.
Jacques Amyot est un nageur québécois né à Québec le 13 novembre 1924 et mort le 7 septembre 2018 dans la même ville.

## Biographie
Jacques Amyot devient le premier homme à effectuer la traversée du lac Saint-Jean, le 23 juillet 1955. Le 17 juillet 1956, il devient le premier Québécois à traverser à la nage la Manche entre la France et l'Angleterre.
En effet, Jacques Amyot alors âgé de 31 ans, vient à bout du pas de Calais après 13 heures et 3 minutes d'effort. L’épreuve n’est cependant pas de tout repos pour le nageur de Québec. La température de l’eau est de 13 degrés Celsius, les courants le ralentissent et l’eau salée de la mer lui brûle la gorge. 
L'année précédente, le 3 septembre 1955, Jacques Amyot avait également nagé une quinzaine d'heures autour de l'île d'Orléans.
Dix-neuf ans plus tard, en 1975, Jacques Amyot réédite son exploit de la traversée de la Manche à l’âge de 50 ans, mais dans le sens inverse cette fois (de l'Angleterre à la France). Dans une eau plus calme, il abaisse sa marque de 29 minutes. Jacques Amyot détient donc le record des deux traversées de la Manche aux âges les plus éloignés soit à 31 ans et 19 ans plus tard.
Il est aussi engagé socialement pendant plusieurs années pour l'implantation d'une plage urbaine dans le centre-ville de Québec, située au bassin Louise dans le port de Québec. Chaque année, il y organise une manifestation, sous la forme d'une baignade, avec des acteurs politiques de la capitale nationale.
Une rue et une piscine de la Ville de Québec portent son nom, et la Ville de Roberval a érigé un monument en son honneur.

## Honneurs
- 1955 - Gagnant de la première « Traversée du Lac-St-Jean »
- 1993 - Panthéon des sports du Québec
- 2001 -  Chevalier de l'Ordre national du Québec